# Цериметрия
Цериметрия — метод окислительно-восстановительного титрования, основанный на реакциях с участием соединений церия(IV).

## Теория
Основной реакцией цериметрии является
{\displaystyle {\mathsf {Ce^{4+}+e^{-}\rightarrow Ce^{3+}\ \ E_{Ce^{4+}/Ce^{3+}}^{0}=1,74\ B}}}
Потенциал зависит как от pH среды вследствие сильной гидролизуемости иона Ce4+, так и от природы кислоты ввиду образования комплексов Ce4+ с анионами кислот.
Прямым цериметрическим титрованием определяют ионы-восстановители Fe2+, Sn2+, Sb3+, As3+, U4+, а титрованием по остатку — окислители MnO2, PbO2. Кроме того, цериметрия успешно применяется в определении ряда органических веществ: щавелевой, винной, лимонной и яблочной кислот, спиртов и кетонов.
Цериметрия имеет ряд преимуществ перед другими методами окислительно-восстановительного титрования:
- устойчивость реагентов при хранении и нагревании
- отсутствие побочных продуктов, которые снижают точность титрования
- возможность использования в солянокислых средах (исключено для перманганатометрии вследствие окисления иона Cl-).

## Практика
Для анализа используют 0,1М или 0,01М растворы нитрата или сульфата церия(IV) по точным навескам таких препаратов, как Ce(NO3)4, Ce(SO4)2•2NH4NO3•2H2O, CeO2, в остальных же случаях концентрацию Ce(IV) определяют по As2O3 (в присутствии осмиевой кислоты в качестве катализатора), оксалату натрия, соли Мора или иодометрическим способом. Вторым рабочим раствором является раствор арсенита натрия или соль Мора.
Жёлтая окраска ионов Ce4+ (ион Ce3+ бесцветен), интенсивность которой в горячих растворах увеличивается, позволяет не использовать специальные индикаторы, но в целях повышения точности титрования в качестве индикаторов используют ферроин, дифениламиновые производные, а также метиловый оранжевый и метиловый красный, необратимо окисляющиеся Ce(IV). Возможно также потенциометрическое и амперометрическое определение конечной точки титрования.